# Wallfahrtskirche Maria Schnee auf der Gleinalm

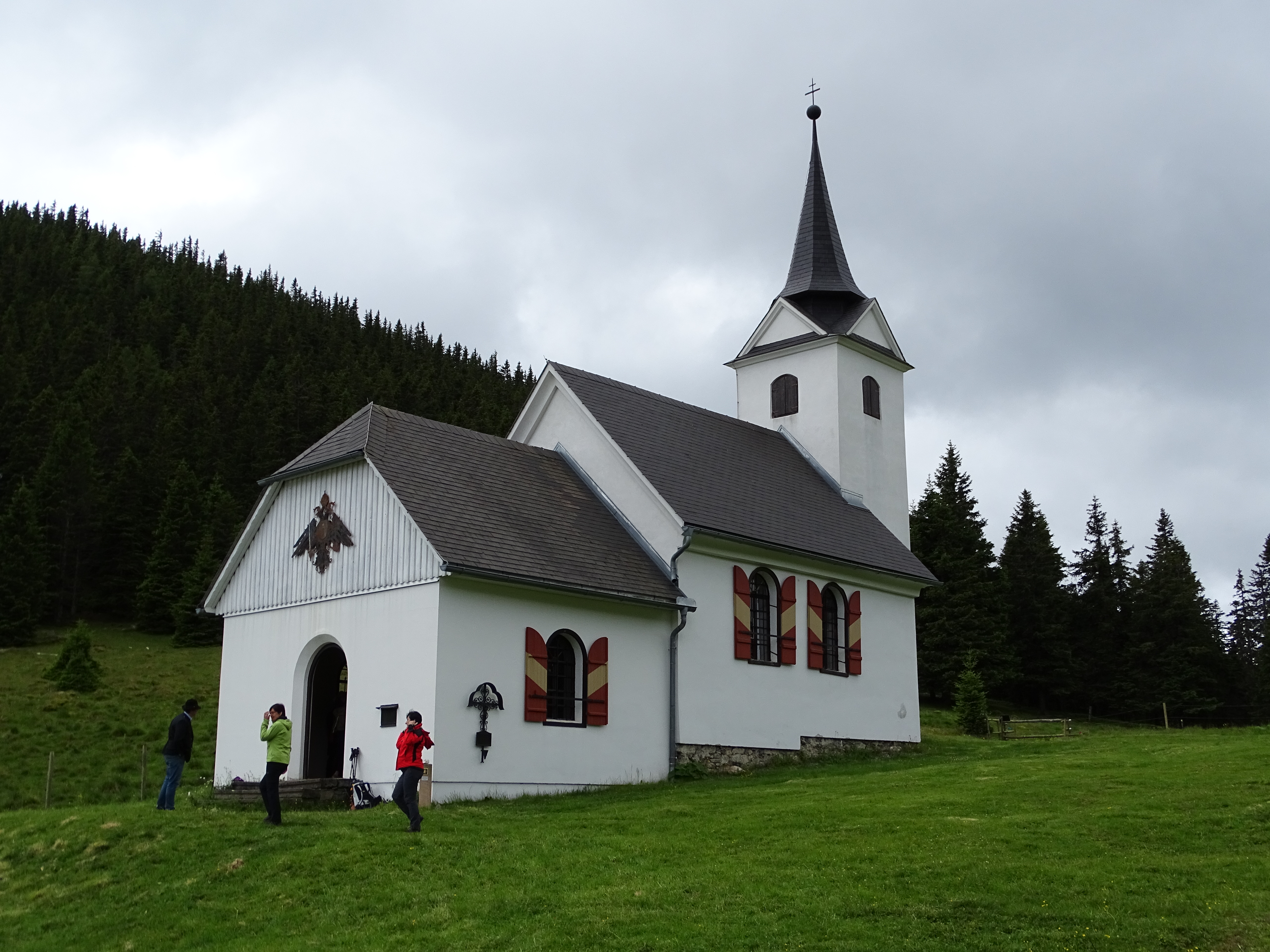
Die Kirche im Juni 2018

Die Kirche Maria Schnee ist eine römisch-katholische Wallfahrtskirche auf der Gleinalpe im Gemeindegebiet der Marktgemeinde Übelbach in der Steiermark. Sie ist der Pfarre Übelbach unterstellt. Ihre Geschichte führt bis zum Beginn des 18. Jahrhunderts zurück.

## Standort
Die Kirche steht an der 1586 Meter hoch gelegenen alten Passstraße über den Gleinalmsattel auf der Gleinalpe, am Fuß des Speikkogels, in der Nähe des Gleinalmschutzhauses.

## Geschichte
Bereits aus dem Jahr 1670 liegen Aufzeichnungen über bezahlte Messen am Schutzhaus auf der Gleinalpe vor. Die Kirche selbst wurde im Jahr 1711 geweiht. Graf Gottfried von Dietrichstein ließ die Kirche 1740 neu erbauen. Vom 18. Jahrhundert bis zum Beginn des 19. Jahrhunderts wurden in der Zeit des Viehauftriebes regelmäßig an Sonn- und Feiertagen heilige Messen in der Kirche gefeiert. Zu Beginn des 19. Jahrhunderts zeigte sich, dass es nicht möglich war, diesen Messbetrieb aufrechtzuhalten, weshalb Julie von Öttingen-Wallerstein im Jahr 1869 mit dem Stift Rein vereinbarte, dass nur mehr an fünf Heiligengedenktagen Messen gefeiert werden. Diese Vereinbarung gilt bis heute. Diese fünf Tage sind die Gedenktage des heiligen Johannes des Täufers (24. Juni), der Apostel Jakobus (25. Juli) und Bartholomäus (24. August) sowie die Gedenktage Mariä Heimsuchung (2. Juli) und Maria Schnee (5. August).
Der Vorraum der Kirche wurde 1979 neu eingerichtet. Am 3. Oktober 2004 kam es durch Blitzschlag zu einem Brand in der Kirche. Sie wurde danach neu errichtet und am 29. August 2005 neu geweiht. Seit dem Tod von Eleonore von Liechtenstein im Jahr 2008 befindet sich die Kirche im Besitz der Stiftung „Prinzessin Eleonore von und zu Liechtenstein“.

## Beschreibung

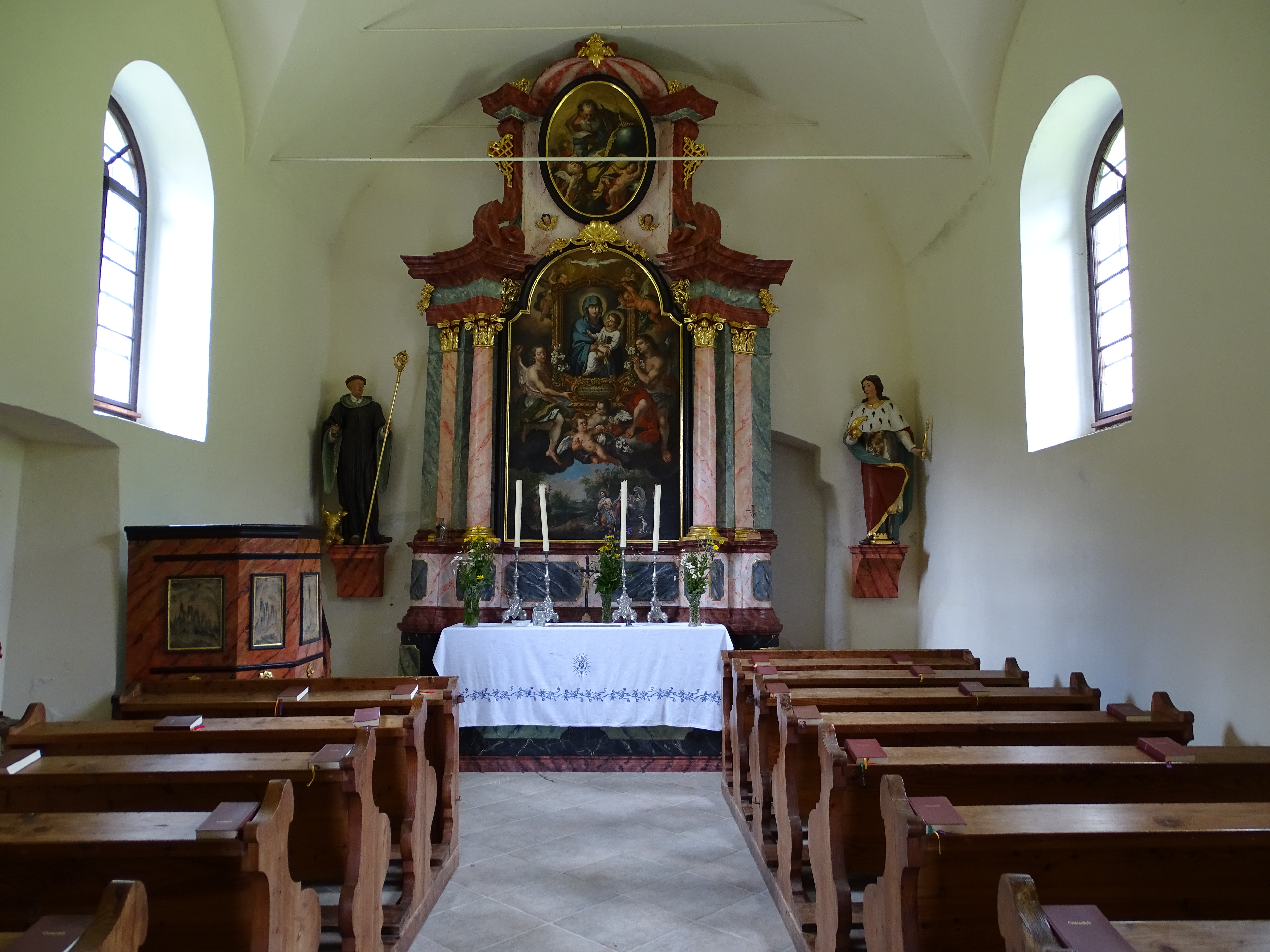
Blick auf den Hochaltar der Kirche

Der Kirchturm an der Westseite der Kirche hat einen Spitzhelm. Die Einrichtung des einschiffigen Innenraumes stammt zu großen Teilen aus der Mitte des 18. Jahrhunderts. Der steinerne Hochaltar ist so breit wie die westliche Wand, an der er steht. Sein um 1740 bis 1750 in der Art des Philipp Carl Laubmann gemaltes Altarblatt zeigt die Bekehrung des heiligen Hubertus sowie das von Engeln gehaltene Gnadenbild der Basilika Santa Maria Maggiore. In den Jahren 1978/79 wurde es restauriert. Das Auszugsbild stellt die heilige Dreifaltigkeit dar. An den Seiten das Altares stehen zwei hölzerne Statuen, welche die als Viehpatrone verehrten Heiligen Leonhard und Oswald darstellen. In einer Wandnische der Kirche steht eine Statuengruppe mit dem gekreuzigten Heiland, Maria und dem Apostel Johannes. Die Kanzel der Kirche ist tragbar. Im Vorraum der Kirche steht eine von einem Südtiroler Handwerker im Jahr 1979 gefertigte Statue des heiligen Josef. Rechts vom Durchgang im Kircheninneren befindet sich eine Steintafel mit einer Bitte an die Gottesmutter.